# Saint Marks River
Saint Marks River är ett vattendrag i Grenada.   Det ligger i parishen Saint Mark, i den norra delen av landet, 15 km norr om huvudstaden Saint George's. Saint Marks River ligger på ön Grenada.